# عزیز علی‌اف
عزیز علی‌اف (روسی: Азиз Алиев؛ ۲۰ دسامبر ۱۸۹۶ – ۲۷ ژوئیهٔ ۱۹۶۲) سیاست‌مدار اهل اتحاد جماهیر سوسیالیستی شوروی بود.
وی همچنین برندهٔ جوایزی همچون نشان لنین شده‌است.